# Nahalat-Yitzhak-Friedhof

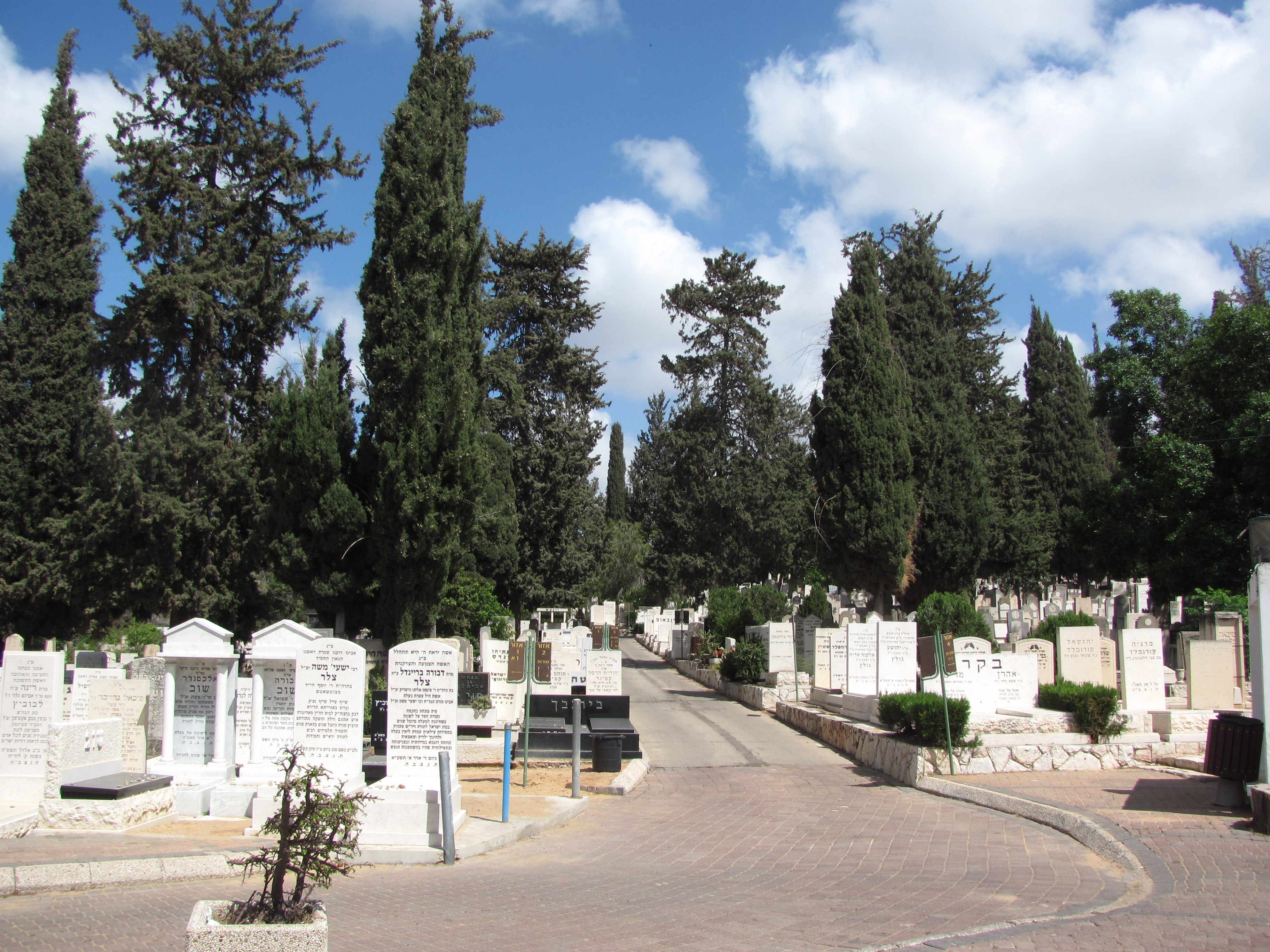
Eingang zum Friedhof

Der Friedhof Nachalat Yitzchak (hebräisch בֵּית הָעַלְמִין נַחֲלַת יִצְחָק Bejt haʿAlmīn Nachalat Jizchaq, deutsch ‚Haus des Ewigen ‹Vermächtnis Jizchaqs›‘) ist ein jüdischer Friedhof in Givʿatajim. Er liegt östlich des Flusses Ajalon und grenzt unmittelbar an das gleichnamige Tel Aviver Stadtviertel Nachalat Yitzhak an. Sowohl das Stadtviertel als auch der Friedhof sind nach Rabbiner Isaak Elchanan Spektor benannt (Jizchaq ist die hebräische Form von Isaak). Der Friedhof wurde 1932 gegründet, umfasst eine Fläche von 86.000 m2 und zählt über 30.000 Gräber, darunter zahlreich solche israelischer politischer und kultureller Führungspersönlichkeiten sowie Rebbes chassidischer Dynastien. 

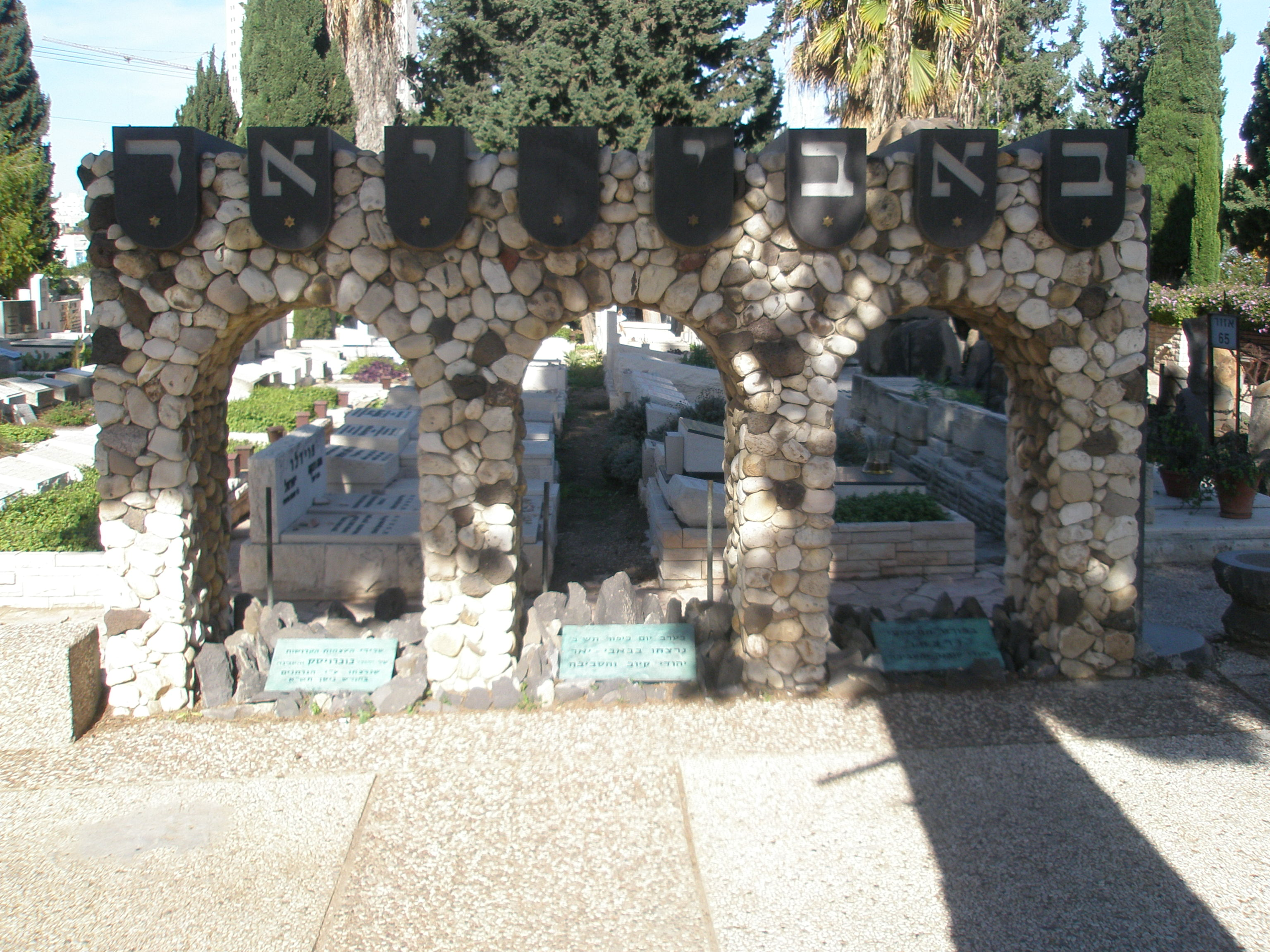
Holocaust-Mahnmal zum Gedenken an Babi Jar

Verantwortlich für den Betrieb des Friedhofs ist die Chevra Qadischa des Großraums Tel Aviv. Hier sind unter anderem Joel Brand, Bracha Fuld, Rudolf Kasztner, Jiří Langer, Gerda Luft, Itzik Manger, Jitzchak Modai und Avraham Stern bestattet. Auf dem Friedhof befinden sich zudem Gemeinschaftsgräber für Soldaten der Haganah, die während des arabischen Aufstands 1936 bis 1939 ums Leben kamen, sowie einige Gräber für Armeesoldaten, die im Krieg um Israels Unabhängigkeit 1948 gefallen sind. 
Auf dem Friedhof befinden sich zahlreiche Mahnmale zum Gedenken an den Holocaust. Darunter finden sich drei miteinander verbundene Steinbögen mit dem in hebräischen Buchstaben geschriebenen Namen Babyn Jar, ein 1963 eingeweihtes Mahnmal zum Gedenken an das Vernichtungslager Treblinka sowie weitere Mahnmale für jüdische Gemeinden in Schtetlech in Litauen und der Ukraine, die unter deutsche Besatzung im Zweiten Weltkrieg zerstört wurden.